# Kazuyoshi Miura
Kazuyoshi Miura (n. 26 februarie 1967) sau simplu "Kazu", este un fotbalist japonez, si cel mai bătrân jucător care evoluează la fotbalul profesionist.
A jucat pentru echipa națională a Japoniei din 1990 până în 2000 și a fost primul beneficiar japonez al premiului IFFHS Asia's Footballer of the Year. Miura, a cărei ascensiune la faimă în Japonia a coincis cu lansarea J.League în 1993, a fost probabil primul superstar al Japoniei în fotbal. De asemenea, este cunoscut pentru marca sa „Kazu Feint ” și faimosul său „dans Kazu”, când marchează goluri grozave sau produce piese grozave.
Miura deține recordurile pentru a fi cel mai în vârstă marcator din J-League,  fotbalistul cu cea mai lungă carieră profesionistă din lume  și, din 2023, este cel mai în vârstă fotbalist profesionist din lume la 55 de ani.  El deține, de asemenea, distincția unică de a fi jucat fotbal profesionist în cinci decenii separate (anii 1980-2020).  Fratele său mai mare Yasutoshi este, de asemenea, un fost fotbalist profesionist.

## Statistici
| Japonia | Japonia | Japonia |
| An      | Meciuri | Goluri  |
| ------- | ------- | ------- |
| 1990    | 3       | 0       |
| 1991    | 2       | 0       |
| 1992    | 11      | 2       |
| 1993    | 16      | 16      |
| 1994    | 8       | 5       |
| 1995    | 12      | 6       |
| 1996    | 12      | 6       |
| 1997    | 19      | 18      |
| 1998    | 1       | 0       |
| 1999    | 0       | 0       |
| 2000    | 5       | 2       |
| Total   | 89      | 55      |